# Thomas Deng
Thomas Jok Deng (Nairobi, 20 marzo 1997) è un calciatore australiano di origini sudsudanesi, nato in Kenya, difensore degli Yokohama F·Marinos e della nazionale australiana.

## Biografia
Thomas è nato, da genitori originari del Sudan del Sud, nel campo per rifugiati a Nairobi, in Kenya; si è poi trasferito con la famiglia in Australia all'età di 6 anni.
Anche suo fratello Peter è un calciatore, che a livello internazionale rappresenta il Sudan del Sud.

## Carriera

### Club
Ha iniziato la propria carriera con le Western Eagles, per poi passare nel 2014 al Green Gully.
Dopo un anno si trasferisca al Melbourne Victory.
Nel 2016 si è trasferito in prestito in Europa al PSV Eindhoven. Nel club olandese gioca soltanto 5 partite con la seconda squadra senza mai debuttare con la prima, e tornando così a fine anno al Melbourne Victory.
Il 28 gennaio 2020 viene ufficializzato il suo acquisto da parte dell'Urawa Reds, squadra militante nella J1 League.
Il 5 gennaio 2022 si trasferisce all'Albirex Niigata.

### Nazionale
Dopo aver rappresentato le nazionali Under-20 e Under-23 ha debuttato con la nazionale maggiore australiana il 15 ottobre 2018 nell'amichevole vinta per 4-0 contro il Kuwait.

## Statistiche

### Cronologia presenze e reti in nazionale
| Cronologia completa delle presenze e delle reti in nazionale ― Australia | Cronologia completa delle presenze e delle reti in nazionale ― Australia | Cronologia completa delle presenze e delle reti in nazionale ― Australia | Cronologia completa delle presenze e delle reti in nazionale ― Australia | Cronologia completa delle presenze e delle reti in nazionale ― Australia | Cronologia completa delle presenze e delle reti in nazionale ― Australia | Cronologia completa delle presenze e delle reti in nazionale ― Australia | Cronologia completa delle presenze e delle reti in nazionale ― Australia |
| Data                                                                     | Città                                                                    | In casa                                                                  | Risultato                                                                | Ospiti                                                                   | Competizione                                                             | Reti                                                                     | Note                                                                     |
| ------------------------------------------------------------------------ | ------------------------------------------------------------------------ | ------------------------------------------------------------------------ | ------------------------------------------------------------------------ | ------------------------------------------------------------------------ | ------------------------------------------------------------------------ | ------------------------------------------------------------------------ | ------------------------------------------------------------------------ |
| 15-10-2018                                                               | Al Kuwait                                                                | Kuwait                                                                   | 0 – 4                                                                    | Australia                                                                | Amichevole                                                               | -                                                                        | 76’                                                                      |
| 25-9-2022                                                                | Auckland                                                                 | Nuova Zelanda                                                            | 0 – 2                                                                    | Australia                                                                | Amichevole                                                               | -                                                                        |                                                                          |
| 28-3-2023                                                                | Melbourne                                                                | Australia                                                                | 1 – 2                                                                    | Ecuador                                                                  | Amichevole                                                               | -                                                                        | 62’                                                                      |
| 26-3-2024                                                                | Canberra                                                                 | Libano                                                                   | 0 – 5                                                                    | Australia                                                                | Qual. Mondiali 2026                                                      | -                                                                        | 82’                                                                      |
| 10-10-2024                                                               | Adelaide                                                                 | Australia                                                                | 3 – 1                                                                    | Cina                                                                     | Qual. Mondiali 2026                                                      | -                                                                        | 46’                                                                      |
| Totale                                                                   |                                                                          | Presenze                                                                 | 5                                                                        |                                                                          | Reti                                                                     | 0                                                                        |                                                                          |

## Palmarès

### Club

#### Competizioni nazionali
- Campionato australiano: 2

Melbourne Victory: 2014-2015, 2017-2018
- FFA Cup: 1

Melbourne Victory: 2015
- Coppa dell'Imperatore: 1

Urawa Red Diamonds: 2021